# فساد (فیلم ۱۹۶۸)
«فساد» (انگلیسی: Corruption (1968 film)) فیلمی در ژانر ترسناک است که در سال ۱۹۶۸ منتشر شد. از بازیگران آن می‌توان به پیتر کوشینگ اشاره کرد.